# Cappella di San Leonardo
La cappella di San Leonardo, conosciuta anche come cappella del Belagaio, è un edificio sacro situato nel castello di Belagaio, nel comune di Roccastrada.
È stata interessata da un radicale intervento di restauro che pur mantenendo la struttura originaria ha comportato ampie integrazioni.
Nella facciata spicca il portale d'ingresso ad arco acuto; nell'interno ad aula priva di abside si trova un'acquasantiera a muro altomedievale, probabilmente risalente all'epoca di fondazione della cappella.
Sull'altare maggiore il dipinto raffigurante la Madonna col Bambino in trono ed angeli è una copia novecentesca della pala di Matteo di Giovanni conservata nella pinacoteca nazionale di Siena.